# Cyrkuł stanisławowski
Cyrkuł stanisławowski (niem. Stanislauer Kreis) – jednostka administracyjna Cesarstwa Austrii w Królestwie Galicji i Lodomerii w latach 1783–1850 i 1854–1865.

## Historia

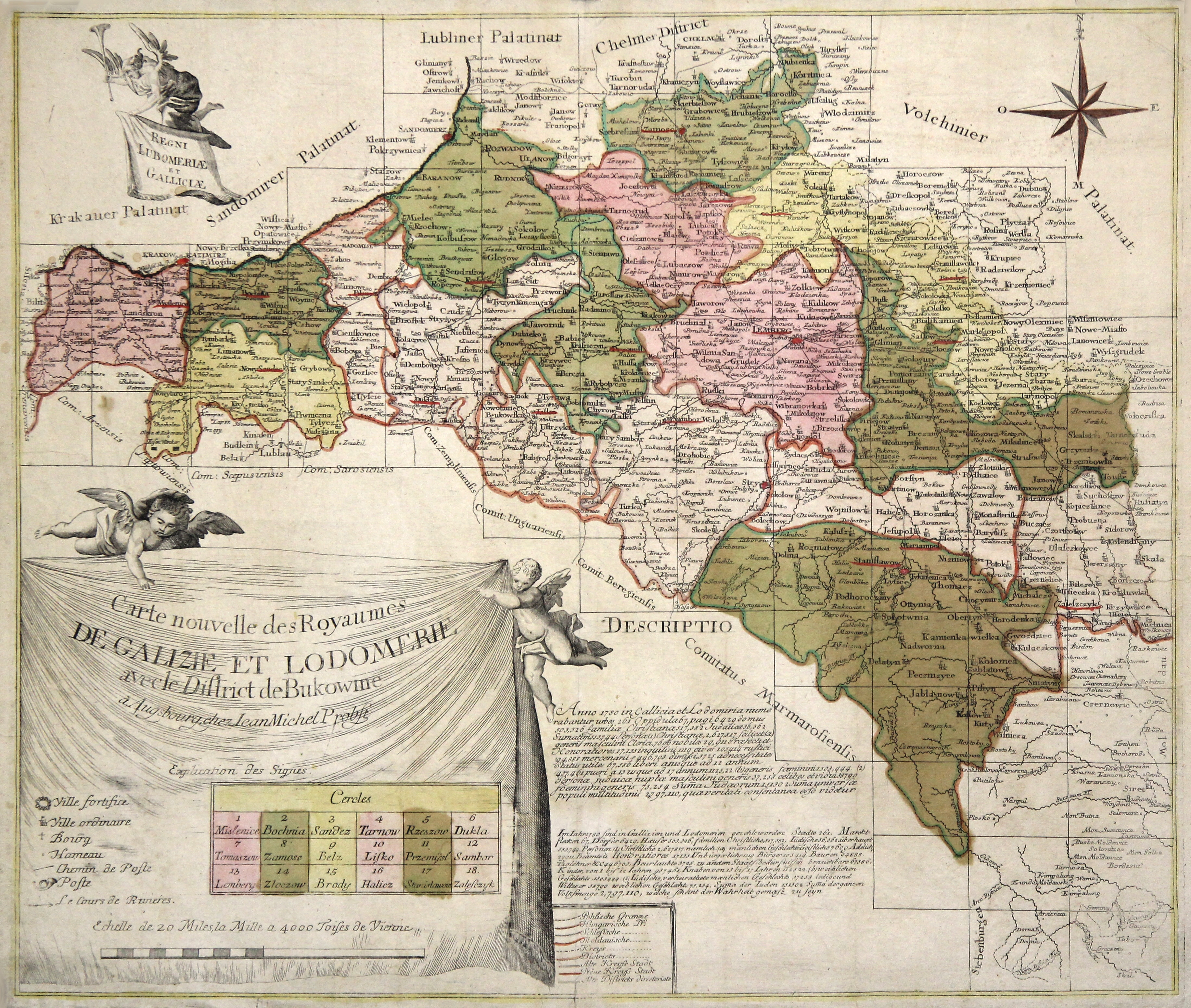
Projekt nowego podziału Galicji na cyrkuły (1780)

Cyrkuł stanisławowski z siedzibą w Stanisławowie utworzono w 1782 roku na ziemiach polskich zagarniętych przez Austrię podczas I rozbioru w ramach reformy administracyjnej w Galicji.
Już 2 września 1780 kancelaria nadworna wydała dekret, w którym poinformowała gubernatora o nowych decyzjach w sprawie organizacji administracyjnej. Cesarzowa Maria Teresa Habsburg już od dłuższego czasu planowała wprowadzenie reform mających na celu dostosowanie ustroju Galicji do zasad obowiązujących w niemieckich krajach dziedzicznych. Właśnie zapadła kluczowa decyzja o przekształceniu dotychczasowych dystryktów w cyrkuły. W związku z tym polecono rozpoczęcie prac nad opracowaniem planu reorganizacji. Jednocześnie określono główne wytyczne, które miały stanowić podstawę przy tworzeniu tego planu. Szczególny nacisk położono na to, aby siedziby władz cyrkułów znajdowały się możliwie jak najbliżej ich centrum. Choć zalecano, aby obszary poszczególnych cyrkułów były w miarę równe pod względem powierzchni, nie należało traktować tej zasady zbyt rygorystycznie – w przypadku istnienia ważnych powodów możliwe były odstępstwa od równomiernego podziału. Zwrócono również uwagę, że nie powinno się bez wyraźnej potrzeby zmieniać lokalizacji siedzib władz, ponieważ wiązałoby się to z licznymi trudnościami – między innymi z koniecznością przeniesienia archiwów, które przez osiem lat znacznie się rozrosły. Na zakończenie podkreślono wagę odpowiedniego doboru kadry kierowniczej do obsadzenia nowych stanowisk.
Zgodnie z przyjętymi wytycznymi opracowano memoriał z 1 grudnia 1780, w którym przedstawiono projekt nowego podziału administracyjnego Galicji na 18 mniejszych cyrkułów na bazie dotychczasowych osiemnastu dystryktów. Jednym z nich był cyrkuł stanisławowski, który powstał w oparciu o dotychczasowy dystrykt Stanisławów (utworzony 22 marca 1782), należący do zniesionego cyrkułu halickiego (1773–1782).
W związku z korektą granic nowych cyrkułów w 1783 roku, do cyrkułu stanisławowskiego włączono południowo-wschodnie połacie zniesionego cyrkułu mariampolskiego (z m.in. Mariampolem, Baryszem, Haliczem, Jezupolem, Monasterzyskami i Uściem Zielonym). Natomiast od cyrkułu stanisławowskiego odłączono a) jego zachodnie połacie (z m.in. Doliną, Kałuszem i Rożniatowem), włączając je do nowego cyrkułu dolińskiego, oraz b) dwa wschodnie fragmenty (z Horodenką i Michalczem na północy oraz z Zabłotowem i międzyrzeczem Prutu i Czeremoszu na południu), włączając je do cyrkułu zaleszczyckiego.

### Zmiana granicy państwowej
Na mocy traktatu z Schönbrunn z 14 października 1809 Austria musiała odstąpić Imperium Rosyjskiemu zachodnie Podole. Obszar ten objął cały cyrkuł tarnopolski, wschodni fragment cyrkułu brzeżańskiego w dolinie Strypy, oraz większą część cyrkułu zaleszczyckiego, bez obszarów na zachód od Strypy i na południe od Dniestru. Tereny te władze austriackie wydały Rosji na początku 1810, które dekretem Aleksandra I Romanowa z 14 sierpnia 1810 zostały nazwane Krajem Tarnopolskim. Ponieważ prawie cały cyrkuł zaleszczycki wraz z Zaleszczykami odpadł do Rosji, został on z naturalnych przyczyn zniesiony. Pozostające przy Austrii obszary na zachód od Strypy (z Potokiem i Buczaczem) oraz na południe od Dniestru (ze Śniatynem, Gwoźdźcem, Kułaczkowcmi, Czernelicą, Zabłotowem, Horodenką i Michalczem) zintegrowano z cyrkułem stanisławowskim.
Po powiększeniu w 1810 roku, cyrkuł stanisławowski stał się zbyt duży, przez co w 1811 roku z jego południowo-wschodniej części wyodrębniono nowy cyrkuł kołomyjski (z miastami Delatyn, Jabłonów, Kamionka Wielka, Kołomyja, Kosów, Kuty, Peczeniżyn i Pistyń). W jego skład wszedł także przyłączony rok wcześniej, położony na południe od Dniestru, fragment zniesionego cyrkułu zaleszczyckiego (ze Śniatynem, Gwoźdźcem, Kułaczkowcmi, Zabłotowem, Horodenką i Michalczem). Równocześnie do cyrkułu stanisławowskiego przeniesiono miasto Halicz i przyległe tereny z cyrkułu stryjskiego.
Początkowo cyrkuł kołomyjski miał inne granice niż w swojej późniejszej, utrwalonej formie. Nie obejmował północnych terytoriów w dolinie Dniestru (z m.in. Chocimierzem, Obertynem i Czernelicą), które należały do cyrkułu stanisławowskiego, natomiast granica obu cyrkułów w regionie Karpat była przesunięta bardziej na zachód, przez co cyrkuł kołomyjski obejmował m.in. Delatyn, Dorę i Mikuliczyn. Po zmianach administracyjnych będących skutkiem kongresu wiedeńskiego z 6 czerwca 1815, w wyniku którego Rosja zwróciła Austrii terytorium Kraju Tarnopolskiego, doszło do zamiany w.w. terytoriów, przez co dolina Dniestru przeszła z cyrkułu stanisławowskiego do cyrkułu kołomyjskiego, a karpacka wypukłość przeszła z cyrkułu kołomyjskiego do cyrkułu stanisławowskiego.

### Zniesienie cyrkułów w 1850 roku
Po wydarzeniach rewolucyjnych w latach 1848–1849, które wstrząsnęły Cesarstwem Austriackim, w 1850 roku przeprowadzono istotną reformę administracyjną mającą na celu usprawnienie zarządzania na obszarze Galicji i Lodomerii. W jej ramach cyrkuł czerniowiecki, dotychczas będący częścią Galicji, został wyodrębniony jako osobny kraj koronny. Pozostałe 19 cyrkułów zostało zniesionych i zastąpionych przez trzy okręgi rządowe: Kraków, Lwów i Stanisławów, które podzielono na 63 powiaty (niem. Bezirkshauptmannschaften). Powiaty z kolei były tworzone na podstawie nowych okręgów sądowych, od dwóch do czterech na powiat. Oznaczało to zarazem zniesienie cyrkułu stanisławowskiego, którego obszar podzielono między sześc Bezirkshauptmannschaften w składzie okręgu rządowego Stanisławów:
- Buczacz – z okręgów sądowych: Buczacz, Jazłowiec i Uścieczko[17],
- Bursztyn – z okręgów sądowych: Bursztyn, Rohatyn[18] i Mariampol,
- Nadwórna – z okręgów sądowych: Nadwórna, Delatyn i Sołotwina,
- Podhajce – z okręgów sądowych: Podhajce[19] i Monasterzyska,
- Stanisławów – z okręgów sądowych: Stanisławów (Stanislau), Halicz i Bohorodczany,
- Tyśmienica – z okręgów sądowych: Tyśmienica, Tłumacz i Otynia.

### Reaktywacja cyrkułów (1854–1865)
Cyrkuł stanisławowski reaktywowano na mocy rozporządzenia z 24 kwietnia 1854, który przywrócił podział na cyrkuły w granicach sprzed reformy 1849, a które ugrupowano w dwa obszary administracyjne (niem. Verwaltungsgebiete) – Kraków i Lwów. Cyrkuł stanisławowski wszedł w skład obszaru lwowskiego.
Równocześnie,  ramach reformy uwłaszczeniowej z okresu Wiosny Ludów (1848–1849), która likwidowała jurysdykcję właściciela ziemskiego nad poddanymi, dominium galicjskie – jako podstawowa jednostka administracyjna i filar systemu feudalnego straciło rację bytu. Konieczne stało się zatem wprowadzenie nowego systemu administracyjnego, którego zręby powstały w latach 1851–1855. Utworzono wtedy 179 małych powiatów (niem. Bezirke) i ponad 6000 gmin (niem. Gemeinde). Cyrkuł stanisławowski podzielono na dziesięć małych Bezirków, podzielonych na 258 gmin:
| Bezirk        | Powierzchnia | Powierzchnia | Ludność | Ludność | Liczba gmin |
| Bezirk        | Mil²         | Km²          | Ogółem  | Os./km² | Liczba gmin |
| ------------- | ------------ | ------------ | ------- | ------- | ----------- |
| Bohorodczany  | 5,6          | 322,30       | 22.117  | 68,60   | 16          |
| Buczacz       | 6,0          | 345,30       | 26.517  | 76,75   | 25          |
| Delatyn       | 19,4         | 1116,17      | 24.248  | 21,73   | 18          |
| Halicz        | 8,1          | 465,96       | 29.210  | 62,68   | 45          |
| Monasterzyska | 8,5          | 489,17       | 27.567  | 56,36   | 37          |
| Nadwórna      | 14,9         | 857,40       | 21.976  | 25,64   | 18          |
| Sołotwina     | 10,3         | 592,47       | 24.360  | 41,12   | 23          |
| Stanisławów   | 6,0          | 345,30       | 30.288  | 87,67   | 25          |
| Tłumacz       | 8,6          | 495,13       | 30.948  | 62,50   | 28          |
| Tyśmienica    | 6,6          | 379,83       | 27.093  | 71,33   | 23          |
| RAZEM         | 94,1         | 4858,03      | 274.322 | 56,45   | 258         |
| ŚREDNIA       | 9,41         | 485,80       | 27.432  | 56,45   | 25,80       |

Cyrkuł stanisławowski przetrwał do 1865 roku. Po nadaniu Galicji autonomii oraz powołaniu samorządu gminnego i powiatowego w 1865 zlikwidowano cyrkuły (Kreise), a dotychczasowe małe powiaty (Bezirke) w liczbie 179, zostały w ramach kolejnej reformy administracyjnej (23 stycznia 1867) zastąpiono przez 74 większych powiatów.